# FK Sloga Stari Bar
| Radovi u tijeku! |
| Jedan vrijedni suradnik upravo radi na ovom članku! Mole se ostali suradnici da NE UREĐUJU članak dok je ova obavijest prisutna. Koristite stranicu za razgovor ako imate komentare i pitanja u vezi s člankom. Kada radovi budu gotovi predložak će ukloniti suradnik koji ga je postavio na članak! Predložak može svatko ukloniti ako 6 sati nije bilo promjena u članku i njegovoj stranici za razgovor. |

Fudbalski klub "Sloga"' ('FK Sloga Stari Bar; FK Sloga; Sloga Stari Bar; Sloga; ćirilica Фудбалски клуб Слога Стари Барр) je nogometni klub iz Starog Bara, Općina Bar, Crna Gora. 
 
U sezoni 2024./25. Sloga se natjecala u "Trećoj crnogorskoj ligi – Južna regija". 

## O klubu
Klub je osnovan 1923.. godine pod imenom Orao. Do promjene imena u Sloga dolazi 1946. godine. 

## Vanjske poveznice
- srbijasport.net, Sloga Stari Bar
- int.soccerway.com, FK Sloga Bar
- (engl.) worldfootball.net, FK Sloga Bar
- (engl.) sofascore.com, FK Sloga Stari Bar
- rezultati.com, Sloga Bar
- (engl.) transfermarkt.com, Sloga Stari Bar
- (engl.) footballdatabase.eu, Sloga Bar
- (lit.) futbolas.lietuvai.lt, FK Sloga Stari Bar
- barinfo.me, Fudbal
- sport.barinfo.me, Fudbal